# 圓頭西鯡
圓頭西鯡為輻鰭魚綱鲱形目鲱科的其中一種，分布於裏海水域，體長可達25公分，棲息在沿海半鹹水水域，為洄游性魚類，繁殖期在每年5月中旬至6月，屬肉食性，可做為食用魚。

## 擴展閱讀
維基物種上的相關：圓頭西鯡
1. ↑  Di Dario, F. . The IUCN Red List of Threatened Species. 2017, 2017: e.T98470350A98845144  [20 November 2021]. doi:10.2305/IUCN.UK.2017-3.RLTS.T98470350A98845144.en .